# Hug d'Urgellès
Hug d'Urgellés és un personatge llegendari, un sant popular, però inexistent. En recull la tradició Joan Amades al Costumari català (vol. IV, "8 de juliol"). No n'indica la data que va viure. Diu que Hug era senyor de l'Urgellès. Molt bondadós, protegia els seus súbdits i els afavoria. A més, era pietós i es lliurava a la pregària, l'ajut als necessitats i la fundació d'esglésies. Per tot plegat, fou venerat localment com a sant, fent-se'n la festa el dia 8 de juliol.